# Terri Rogers
Terri Rogers (4 de mayo de 1937 - 30 de mayo de 1999) fue una ventrílocua y maga inglesa transgénero.

## Biografía
Rogers nació en Ipswich y fue una joven algo aislada pero decidida a construir una carrera en el mundo de las variedades. Rogers desarrolló un acto de ventriloquia técnicamente muy competente con su figura de ventrílocuo Shorty Harris, apareciendo por primera vez como acto secundario en el music hall en la década de 1950. Se sometió a una cirugía de reasignación de género en el Servicio Nacional de Salud a principios de la década de 1960. Esto le trajo cierta notoriedad durante un corto tiempo, pero no obstaculizó su carrera. Rogers ganó elogios por su aparición en la revista Boys Will be Girls de 1968 en el Theatre Royal Stratford East y luego se convirtió en una artista muy respetada en el circuito de cabaret del Reino Unido. Ella fue el único espectáculo de variedades que apareció en el Ronnie Scott's Jazz Club. A partir de 1974 fue invitada habitual en el programa de televisión The Wheeltappers and Shunters Social Club. También apareció en el programa de variedades de Music Hall de larga duración de la BBC TV, The Good Old Days. Su carrera de cabaret finalmente se extendió internacionalmente, incluyendo apariciones en Las Vegas y The Magic Castle en Hollywood, y en la televisión de los Estados Unidos.
Su trabajo como maga siempre fue algo secundario, pero fue una ingeniosa desarrolladora de trucos de magia, incluidas ilusiones para David Copperfield y Paul Daniels. Era una experta en "topología", el arte de crear ilusiones con formas, y escribió tres textos estándar sobre el tema. Fue especialmente conocida por sus ilusiones con anillos borromeos.
Rogers murió en Londres después de una serie de accidentes cerebrovasculares.

## Publicaciones
Rogers publicó varios libros y efectos mágicos, principalmente a través del editor especializado en magia Martin Breese. Estos incluyen:
- The Little Book of Ventriloquism (c.1948)
- Terri Rogers' Star Gate (1985)
- Boromian Link (1986)
- Wipe Out (1986)
- Word of Mind (1986)
- Secrets (1986)
- More Secrets (1988)
- Top Secrets (1998)

Además de estos libros, Rogers vendió varios trucos inventados, incluidos The Key y BlockBuster.